# Clytus marginicollis
Clytus marginicollis là một loài bọ cánh cứng trong họ Cerambycidae.